# Garcinia barkeriana
Garcinia barkeriana är en tvåhjärtbladig växtart som först beskrevs av Ignatz Urban och Ekm., och fick sitt nu gällande namn av Alain H. Liogier. Garcinia barkeriana ingår i släktet Garcinia och familjen Clusiaceae. Inga underarter finns listade i Catalogue of Life.